# Stormblåst
Stormblåst es el segundo álbum de estudio de la banda noruega de Black metal sinfónico Dimmu Borgir. Fue lanzado al mercado por Cacophonous Records y republicado en 2001 por Century Media.
Las canciones de este álbum están completamente en el idioma natal de este grupo y fue el último disco en editarse en ese idioma. En noviembre del 2005 se lanzó una nueva edición de este álbum totalmente reeditado.
Para este álbum, los teclados se convirtieron en el instrumento dominante, tendencia que el grupo utilizaría más tarde en sus nuevos álbumes.
La intro de Guds fortapelse es de Dvořák's Symphony no. 9 in E minor, Op. 95 "From the New World".
Este es uno de los tres álbumes de Dimmu Borgir el cual el título del disco no está constituido por tres palabras.
La canción Sorgens Kammer fue tomado de un videojuego Agony. La banda no sabía sobre esto hasta el año 2004 cuando fueron contactados por el creador del juego. El tecladista que editó el álbum en ese tiempo, Stian Aarstad les confirmó lo sucedido, y como resultado la canción se dejó fuera del álbum, siendo remplazada por Sorgens Kammer Del-II.

## Lista de canciones
| N.º | Título                                   | duración | traducción                                                |
| --- | ---------------------------------------- | -------- | --------------------------------------------------------- |
| 1   | Alt lys er svunnet hen                   | 6:07     | Toda la luz se ha desvanecido                             |
| 2   | Broderskapets ring                       | 5:10     | El anillo de la hermandad                                 |
| 3   | Når sjelen hentes til helvete            | 4:33     | Cuando el alma es llevada al infierno                     |
| 4   | Sorgens kammer                           | 6:21     | Cámara de tristeza                                        |
| 5   | Da den kristne satte livet til           | 3:08     | Cuando el cristiano perdió la vida                        |
| 6   | Stormblåst                               | 4:49     | Viento de la tormenta                                     |
| 7   | Dødsferd                                 | 5:30     | Viaje de la muerte                                        |
| 8   | Antikrist                                | 3:43     | Anticristo                                                |
| 9   | Vinder fra en ensom grav                 | 4:28     | viento de una profunda soledad                            |
| 10  | Guds fortapelse - Åpenbaring av dommedag | 4:22     | Condenación de Dios - Revelación del Día del Juicio Final |

## Créditos

### Integrantes
- Shagrath – Voz y guitarra
- Silenoz – Guitarra líder
- Brynjard Tristan – Bajo
- Tjodalv – Batería
- Stian Aarstad – Teclado

- Datos: Q1414742